# Panamerikanische Spiele 2019/Leichtathletik – Weitsprung der Frauen

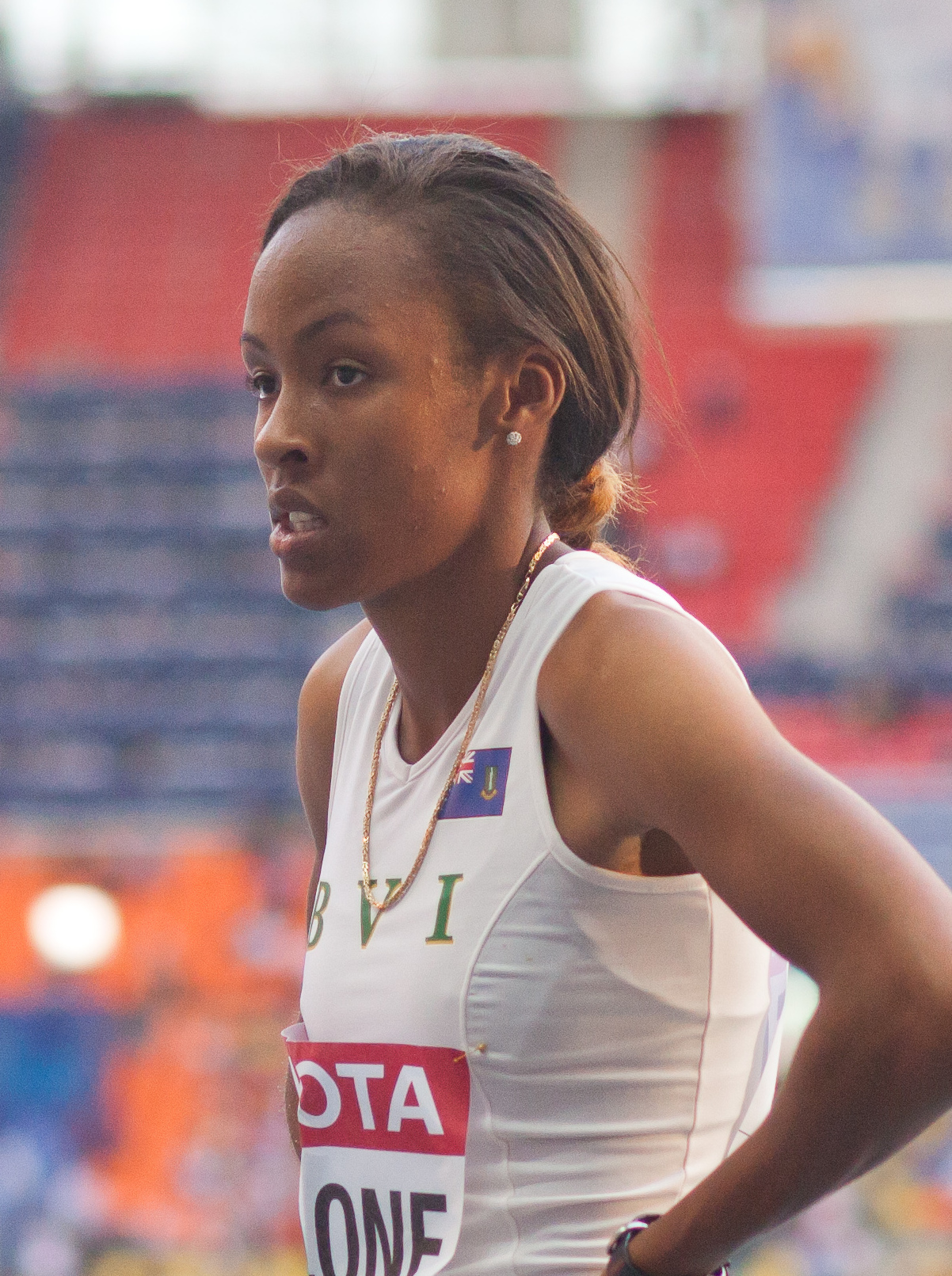
Die Siegerin Chantel Malone (2013)

Der Weitsprung der Frauen bei den Panamerikanischen Spielen 2019 fand am 6. August im Villa Deportiva Nacional in der peruanischen Hauptstadt Lima statt.
14 Weitspringerinnen aus zwölf Ländern nahmen an dem Wettbewerb teil. Die Goldmedaille gewann Chantel Malone mit 6,68 m, Silber ging an Keturah Orji mit 6,66 m und die Bronzemedaille gewann Tissanna Hickling mit 6,59 m.

## Rekorde
Vor dem Wettbewerb galten folgende Rekorde:
| Weltrekord        | Galina Tschistjakowa | 7,52 m | Leningrad, Sowjetunion                                      | 11. Juni 1988   |
| Rekord der Spiele | Jackie Joyner-Kersee | 7,45 m | Panamerikanische Spiele in Indianapolis, Vereinigte Staaten | 13. August 1987 |

## Ergebnis
6. August 2019, 17:30 Uhr
| Platz | Athletin          | Land                     | 1. Versuch | 2. Versuch | 3. Versuch | 4. Versuch                                    | 5. Versuch                                    | 6. Versuch                                    | Weite (m) |
| ----- | ----------------- | ------------------------ | ---------- | ---------- | ---------- | --------------------------------------------- | --------------------------------------------- | --------------------------------------------- | --------- |
|       | Chantel Malone    | Britische Jungferninseln | 6,68       | 6,60       | 6,52       | x                                             | 6,52                                          | x                                             | 6,68      |
|       | Keturah Orji      | Vereinigte Staaten       | 6,30       | 6,50       | 6,51       | 6,66                                          | 6,45                                          | x                                             | 6,66      |
|       | Tissanna Hickling | Jamaika                  | 6,59       | 6,18       | 6,21       | 6,28                                          | 6,50                                          | 6,42                                          | 6,59      |
| 4     | Natalie Aranda    | Panama                   | 6,55       | 6,24       | x          | 6,35                                          | 6,26                                          | 6,18                                          | 6,55 SB   |
| 5     | Caterine Ibargüen | Kolumbien                | 6,24       | 6,54       | 6,46       | 6,51                                          | 6,41                                          | 6,39                                          | 6,54      |
| 6     | Adriana Rodríguez | Kuba                     | x          | 6,22       | 6,34       | 6,17                                          | 6,32                                          | 6,49                                          | 6,49      |
| 7     | Chanice Porter    | Jamaika                  | 6,31       | 6,38       | x          | 6,44                                          | 6,34                                          | 6,41                                          | 6,44      |
| 8     | Aliyah Whisby     | Vereinigte Staaten       | 6,11       | 6,36       | 2,99       | 3,69                                          | 6,11                                          | x                                             | 6,36      |
| 9     | Paola Mautino     | Peru                     | 6,02       | 5,85       | 6,30       | nicht im Finale der besten acht Springerinnen | nicht im Finale der besten acht Springerinnen | nicht im Finale der besten acht Springerinnen | 6,30      |
| 10    | Eliane Martins    | Brasilien                | 6,10       | x          | 6,19       | nicht im Finale der besten acht Springerinnen | nicht im Finale der besten acht Springerinnen | nicht im Finale der besten acht Springerinnen | 6,19      |
| 11    | Yuliana Angula    | Ecuador                  | 6,18       | 6,07       | 6,18       | nicht im Finale der besten acht Springerinnen | nicht im Finale der besten acht Springerinnen | nicht im Finale der besten acht Springerinnen | 6,18      |
| 12    | Aries Sánchez     | Venezuela                | 6,15       | 6,13       | 6,12       | nicht im Finale der besten acht Springerinnen | nicht im Finale der besten acht Springerinnen | nicht im Finale der besten acht Springerinnen | 6,15      |
| 13    | Macarena Reyes    | Chile                    | 6,14       | x          | 6,10       | nicht im Finale der besten acht Springerinnen | nicht im Finale der besten acht Springerinnen | nicht im Finale der besten acht Springerinnen | 6,14      |
| 14    | Christabel Nettey | Kanada                   | 5,96       | 5,84       | 5,87       | nicht im Finale der besten acht Springerinnen | nicht im Finale der besten acht Springerinnen | nicht im Finale der besten acht Springerinnen | 5,96      |